# Катне
Катне (фр. Catenay) насеље је и општина у северној Француској у региону Горња Нормандија, у департману Приморска Сена која припада префектури Руан.
По подацима из 2011. године у општини је живело 697 становника, а густина насељености је износила 118,54 становника/km². Општина се простире на површини од 5,88 km². Налази се на средњој надморској висини од 176 метара (максималној 170 m, а минималној 87 m).

## Демографија
| 1962. | 1968. | 1975. | 1982. | 1990. | 1999. | 2011. |
| ----- | ----- | ----- | ----- | ----- | ----- | ----- |
| 262   | 270   | 330   | 550   | 632   | 651   | 697   |

График промене броја становника у току последњих година